# Mirza Saeed Khan Ansari
Mirza Saeed Khan Ansari (em persa: میرزا سعید خان انصاری) ou simplesmente Said Mo'tamen ol-Molk (em persa: سعید مؤتمن‌الملک) foi o primeiro-ministro do Irão (Pérsia) durante a dinastia Qajar sob o rei Naser od-Din Shah Qajar entre 1853 e 1873.